# Candy Bauer
Candy Bauer (Zschopau, 31 juli 1986) is een Duits bobsleeremmer. 
Bauer won in 2016 de zilveren medaille in de viermansbob tijdens de wereldkampioenschappen, een jaar later was Bauer de gedeelde wereldkampioen in de viermansbob. In 2018 won Bauer als remmer van piloot Francesco Friedrich de gouden olympische medaille, vier jaar later werd Bauer wederom olympisch kampioen als remmer van Friedrich.

## Resultaten

### Olympische Winterspelen
| Jaar | Plaats      | Resultaten        |
| ---- | ----------- | ----------------- |
| 2018 | Pyeongchang | in de viermansbob |
| 2022 | Peking      | in de viermansbob |

### Wereldkampioenschappen
| Jaar | Plaats     | Resultaten           |
| ---- | ---------- | -------------------- |
| 2015 | Winterberg | 4e in de viermansbob |
| 2016 | Igls       | in de viermansbob    |
| 2017 | Königssee  | in de viermansbob    |
| 2019 | Whistler   | in de viermansbob    |
| 2020 | Altenberg  | in de viermansbob    |
| 2021 | Altenberg  | in de viermansbob    |

1924: Scherrer / Neveu / A.Schläppi / H.Schläppi ·
1928: Fiske / Tucker / Mason / Gray / Parke ·
1932: Fiske / Eagan / Gray / O'Brien ·
1936: Musy / Gartmann / Bouvier / Beerli ·
1948: Tyler / Martin / Rimkus / D'Amico ·
1952: Ostler / Kuhn / Nieberl / Kemser ·
1956: Kapus / Diener / Alt / Angst ·
1964: V.Emery / Kirby / Anakin / J.Emery ·
1968: Monti / De Paolis / Zandonella / Armano ·
1972: Wicki / Leutenegger / Camichel / Hubacher ·
1976: Nehmer / Babock / Germeshausen / Lehmann ·
1980: Nehmer / Musiol / Germeshausen / Gerhardt ·
1984: Hoppe / Wetzig / Schauerhammer / Kirchner ·
1988: Fasser / Meier / Fässler / Stocker ·
1992: Appelt / Schroll / Winkler / Haidacher ·
1994: Czudaj / Brannasch / Hampel / Szelig ·
1998: Langen / Zimmermann / Jakobs / Hampel ·
2002: Lange / Kühn / Kuske / Embach ·
2006: Lange / Hoppe / Kuske / Putze ·
2010: Holcomb / Mesler / Tomasevicz / Olsen ·
2014: Melbārdis / Dreiškens / Vilkaste / Strenga  ·
2018: Friedrich / Bauer / Grothkopp / Margis   ·
2022: Friedrich / Margis / Bauer / Schüller